# Cantón Chilla
Chilla es un cantón de la provincia de El Oro en Ecuador.  Su cabecera cantonal es Chilla. Su población en el censo de 2010 fue de 2.484 habitantes.

## Reseña histórica
Chilla estuvo situada inicialmente en lo que hoy se conoce por Pueblo Viejo, recinto cercano al actual poblado de Chilla.

### Origen del nombre
Según datos históricos, aseguran que la imagen de la Virgen de Chilla fue encontrada por unos campesinos de
Pueblo Viejo, sobre un ciénego o zona pantanosa (área donde está construido actualmente el edificio del Gobierno Municipal).
La imagen de la Virgen fue trasladada hasta Pueblo Viejo, pero inexplicablemente, ésta regresaba al lugar de origen, hecho que sucedió en varias ocasiones, por lo que los
pobladores entendieron que el lugar de avistamiento era donde debían permanecer y construir el templo.  He aquí el origen del nombre de Chilla proviene del lenguaje quichua “Chaylla” que significa "allá está" refiriéndose a la Virgen.
Así  también, investigaciones realizadas en el idioma quichua determinan el nombre de Chilla, imita a un chillido o sonido fuerte producido por el viento que sopla en el cerro. Aunque investigaciones basadas en los registros del Padre José Luis Terán Arzobispo de Quito, un grupo de exploradores españoles en busca de oro, asentaron campamentos en
Pueblo Viejo lugar donde tiene su origen el Chilla actual, y trajeron consigo, su devoción a la Virgen de Chilla venerada en la provincia de Ávila – España, veneración que data del siglo XIII.
CHILLA. Río, parroquia y cantón de la provincia de El Oro. Cordillera del cantón Chilla. Primera interpretación: De la lengua chachi, del norte de la costa ecuatoriana, chilla, piña (Tapuyo, 2009, p. 14). Segunda interpretación: De la lengua veliche, de Chiloé, Chile, chilla: “zorro pequeño” (Cañas, p. 267).Tercera interpretación. Posiblemente del quichua, ch'ijlla, “ranilla, sapillo verde.---Rana que acaba su período de metamorfosis y deja de ser renacuajo” (Rosat, 2004, p. 166). FUENTE: libro, Toponimias de la provincia de EL Oro de la Lic. Miryam Isabel Correa y el Dr. Jorge E. García Alberca

### Primeros pobladores
Según las reseñas históricas encontradas en el Santuario Mariano del cantón señalan que, los primeros pobladores fueron los Nahoas o Naguas, quienes migraron desde el sur de México y Centroamérica provenientes de los Mayas y aztecas, hace unos 700 años d. C. Los pobladores de la zona se dedicaron desde tiempos ancestrales a la agricultura, crianza de animales, al comercio y la minería. La hipótesis es corroborada por Rodrigo Chávez González que durante muchos años se dedicó a estudios serios en la Provincia El Oro, y concluye manifestando de que una cultura antigua, de origen maya, centroamericana, pasó por estas zonas, especialmente por el valle del Jubones, y bifurcándose en la sección de Chahuarurco. Otra hipótesis de gran importancia, propone que los pueblos que se asentaron en las riveras del Jubones, así como en gran parte de la Provincia, fueron los Cañaris; señalando de esta forma que la población de la provincia tuvo origen eminentemente “ecuatoriana”.

### Chilla en la época de la colonia
En los "apuntes monográficos de Delfín Orellana" se dice, las secciones que hoy constituyen las parroquias de Pasaje y Chilla fueron las primeras en recibir colonos. En la primera se establecieron varios industriales de cascarilla y caucho, procedentes de Cuenca; y a la segunda vinieron a permanecer vecinos de Zaruma y Loja, alentada por sus ricas montañas de Chilla y Dumarí en madera y la principal, la riqueza aurífera que se esconde en los ríos y en las entrañas de la tierra.

### Título protocolizado del pueblo de Chilla
En 1729 un movimiento contra Jerónimo Pacheco (ambicioso hombre oriundo de Guanazán con pretensiones de apoderarse las tierras
comunitarias para incorporarlas a su hacienda) presentaron una pugna que fue llevada ante los tribunales de la
Colonia, encabezada por Mateo Cuenca cacique del pueblito de Chilla, jurisdicción de la villa de Zaruma, que elevó una solicitud a las autoridades de la Real
Audiencia de Quito, esta falló a favor de los indios y se dispuso que fijara los límites definitivos de la comuna. Las
obsesiones del terrateniente se vieron truncadas, obligándolo a buscar nuevos horizontes.
Según registra el título protocolizado se entregaron 500 Pesos de Buen Oro (coloquialmente llamada a la mejor moneda de la época, que equivaldría a la denominación de 8 escudos del Escudo español)  con la petición y 500 pesos de buen oro por la carta y Real provisión. Aproximándose a la versión contada por los ancestros de Chilla "se enviaron 2 arrobas de oro" para dichos trámites. Este sería el precio de la soberanía sobre la tierra, del título expedido el 27 de junio de 1729 que les aseguraba su posesión con los parajes linderos y entradas, siendo estas; Duecohuiña, Quillituro,Zhamasi o Palenque, Calizaña, Ramón, Chilula, Dancay,Pizuguro, Zamana, Llangariri, Taquelguro, Zatapali, Zaygua, Chalaputo, Puto del Challiguro, Cumig, Algodonal y Casacay. Las escrituras han sido inscritas de acuerdo a la Ley en los Registros de la propiedad.

### Chilla como parroquia
En el trabajo «Monografía descriptiva de la Provincia El Oro» de Virgilio Mendoza de 1.946, textualmente describe; se vislumbra a través de la historia, que Chilla había pertenecido en remotos tiempos y desde un principio al cantón Zaruma con la categoría de viceparroquia. Esta categoría indudablemente la perdió para volver a ser un simple barrio. Luego se encuentra que en septiembre de 1869 volvió Chilla a ser viceparroquia del Cantón Zaruma, por segunda ocasión. En 1.871 aparece una solicitud de los habitantes de Chilla dirigida al Gobierno Central pidiendo su erección a parroquia civil. Esta petición no tiene respuesta favorable. En 1.875 vuelven a insistir los chillanos, por intermedio del Concejo de Zaruma, para que se promueva Chilla a parroquia civil. Al fin, sólo en 1.887, Chilla se erige en parroquia civil, independiente de Guanazán y con los mismos límites demarcados en su carácter de viceparroquia. Esta es ratificada el 26 de marzo de (año por confirmar), en la presidencia del general Eloy Alfaro mediante decreto supremo, eleva a Chilla al rango de parroquia, perteneciente al cantón Pasaje.
Chilla es una parroquia de tierras y montañas altas como la cordillera de Chilla, que culmina en el cerro de Chillacocha, el mismo que se eleva a la altura de 4.000 metros sobre el nivel del mar. La población se recuesta en las faldas nororientales del monte Chilola de la cordillera de Dumarí, monte que se eleva a una altitud de 3.250 metros, y en donde se halla construida una pirámide por misiones extranjeras que incursionaron estas montañas. El terreno donde se ha levantado la población podríamos decir que es bastante cenagoso, como consecuencia de perennes vertientes de agua desde las alturas. Obsérvase además, la superposición de una capa terrestre cretácea, ocasionada indudablemente por la acción de deslaves sucedidos en años muy remotos, cuando la población primitiva se encontraba en el sitio actualmente denominado Pueblo Viejo, que está tres kilómetros sureste de la actual población...
La población formada de casitas bajas, con paredes de adobes y cubiertas de paja paramina, está rodeada de una vegetación clorótica y raquítica, compuesta de gramíneas, arbustos ramificados y consistentes; de chucas, laureles, chuquirahuas, tipos y santa marías. Es una vegetación de monotonía gris y eternamente sacrificada por los fuertes vendavales del cerro. En medio de esta naturaleza, de voluptuosas soledades, el gemido del viento pone a sobresalto a los viajeros. En estos campos las aves de rapiña celebran el triunfo de sus garras, hincándolas en las crías tiernas del ganado lanar, que hay en reducida escala a pesar de ser tierras exclusivamente para el pastoreo y no los cultivos, por razones climatéricas y del subsuelo en desventaja.
Los hijos de esta parroquia, casi todos de la raza indígena, están reconstruyendo uno de los primeros instintos de la humanidad: de labrar la tierra para hacer emanar la riqueza. Son amantes de sus tradiciones religiosas y un acendrado espíritu de fe está depositado en perenne devoción y plegaria a los pies de la milagrosa imagen de Natividad. Y la devoción y fe no solamente es de los moradores, sino de toda la provincia, especialmente de los cantones de Machala, Pasaje y Zaruma, cuyos moradores hacen una romería grandiosa de fe cada año del 1 al 8 de septiembre, para dar solemnidad a su fiesta local. Como contradicción a su fe, los chillanos se caracterizan por llevar un espíritu inconforme, batallador y contencioso. La tierra es su tesoro, cuya propiedad la defienden agotando su economía y sacrificando hasta su vida...
En relación con la producción y comercio relata; como único lugar de agricultura para el cultivo de maíz y habichuelas posee las montañas de Dumarí, tierras de comunidad que hoy se encuentran muy disputadas. Mencionaremos también como tierra agrícola importante el sitio de Carabota, regado por el río de su nombre, cuyas aguas van a desembocar en el Jubones a la distancia de un kilómetro lado oeste del histórico sitio Porotillo. En el fértil valle de Carabota se produce el café de muy buena calidad y el plátano. Ambos productos son espontáneos como cultivados. En cuanto a la industria, si bien parece que podrían fomentarse la elaboración de quesos, como también los tejidos, por ser zonas que se prestan para el incremento ganadero; sin embargo la desidia y pereza ambiental han venido retardando estas industrias..., esporádicamente acarrean granos y papas a las poblaciones del cantón Zaruma, para hacer un comercio de permuta con raspaduras y sal.
Las vías de comunicación son de herradura, de condiciones pésimas que más parecen senderos. Con estos caminos se une Chilla al Pasaje y Zaruma. Existen además, pequeños senderos que se bifurcan a las poblaciones de Paccha y Guanazán. Estos caminos en la época invernal tienden a desaparecer porque se cubren de montes y el lodo forma verdaderas tembladeras, que hacen difícil el tráfico. Últimamente los moradores están trabajando una carretera a base de mingas, para empalmarla con la de Girón-Pasaje. Los trabajos están adelantados en un trecho de seis kilómetros. De verificarse algún día esta conexión geográfica, Chilla rompería su aislamiento milenario y se vincularía a las actividades de los pueblos civilizados.
La investigación culmina con la descripción del sitio histórico Porotillo donde, un grupo de valientes ecuatorianos supieron castigar con justicia de precepto sagrado en la doctrina de la Patria, a 30 Oficiales del Ejército de la caballería peruana, que explorando el terreno, a pies y con sus respectivas ametralladoras pretendían llegar al punto Uzhcurrumi, para determinar el avance de sus tropas de caballería, que según declaraciones de los propios peruanos, debían entrar en Cuenca al amanecer del 13 de agosto de 1941

### Inscripción en el registro oficial como cantón
La parroquia Chilla pasa por varias décadas en el más completo abandono por parte de las autoridades cantonales de Pasaje y seccionales de la provincia El Oro y frente a esta situación el 5 de agosto de 1984, a las cuatro de la tarde, se conforma el comité y resuelve iniciar las gestiones pro-cantonización de Chilla. El comité pro cantonización queda integrado por los colaboradores, entre ellos; el Dr. Víctor Nagua en calidad de Presidente, Dr. Víctor Guanuche Vicepresidente, Ángel B. Nagua Secretario, Sr. Polivio Nagua Tesorero, tres vocales principales y tres suplentes respectivamente. El comité resuelve iniciar las gestiones pro-cantonización de Chilla, comenzando la ardua lucha en contra del criterio opositor de personajes oriundos del cantón Pasaje.
Cuatro años más tarde estos precursores de la vida histórica cantonal, mediante un gran trabajo lleno de patriotismo logran su objetivo el 25 de julio de 1988, publicando en el Registro Oficial n.º 896, la ley de creación del cantón Chilla. En el mismo año, el 27 de noviembre se realizan elecciones para conformar el primer Concejo, obteniendo el triunfo, el Dr. Víctor Nagua líder del Movimiento Popular Democrático, conjuntamente con los concejales del mismo partido político, Lic. Ángel Cojitambo, Sra. Noemí Yanangómez, Virgilio Macas Chávez y Sra. Sonia Malla; por Izquierda Democrática, triunfan tres concejales,  Luis Caiminagua, Antonio A. Caiminagua y Luis Coronel.
Desde entonces, Chilla, es uno de los 14 cantones de la provincia de El Oro, situada en cordillera de los Andes.

## Datos Generales
Ubicación Geográfica;
El cantón Chilla, está ubicado en la cordillera de los Andes, a una distancia de 83 km desde la ciudad de Machala capital orense, entre las coordenadas geográficas 3°27′30″ Latitud sur, y 79°35′52″ Longitud Noreste. Su extensión es de 331.3 kilómetros cuadrados.
Límites; Al norte con el Cantón Pasaje. Al sur y al este con el Cantón Zaruma y al oeste con el Cantón Atahualpa y Cantón Pasaje. 
Clima; El clima fluctúa entre  Trópico Húmedo de Tierras Bajas con temperaturas de 28 °C, a Montano Húmedo en el Páramo y temperaturas de 10 °C en promedio. Respecto a la precipitación, se encuentra delimitada en dos épocas; una lluviosa desde enero a mayo y una seca de junio a diciembre. 
Altitud; va desde 243 m s.n.m. en la parte baja, hasta los 3906 m s.n.m. en el punto más alto, cerro Burrourco, constituyéndose en el cantón más alto de la Provincia de El Oro. La cabecera cantonal se encuentra a los 2450 m s.n.m.
Población; Según el Instituto Nacional de Estadísticas y Censos (INEC), la población en el año 2010 era de 2484 habitantes dividiéndose en; 1274 hombres y 1210 mujeres. De las cuales, 1025 habitantes están en la zona urbana conformados por 498 hombres y 527 mujeres; la cifra correspondiente a la zona rural es de 1459 habitantes, con 776 hombres y 683 mujeres.

## Organización territorial y administrativo
Organización territorial administrativo;
Chilla tiene solamente una parroquia urbana, del mismo nombre Chilla. El cantón está dividido en sectores, que son los siguientes:
Cune, Pejeyacu, Dumari, Nudillo, Quera Alto, Pueblo Viejo, Playas de Daucay, Shiquil, Pacayunga, Pacay, El Cedro, Pano, Gallo Cantana, Chucacay, Playas de San Tin Tin, Luz de América, Carabota, Casacay, Challiguro, Shiguil.
Administraciones Municipales (Alcaldes de Chilla)
- 1.ª. Administración; Dr. Víctor Alcides Nagua Cojitambo (1988 - 10 de agosto de 1992)
- 2.ª. Administración; Dr. Víctor Clotario Guanuche Nagua (10 de agosto de 1992 - 10 de agosto de 1996)
- 3.ª. Administración; Lcdo. Hugo Iñaguazo (10 de agosto de 1996 - 10 de agosto de 2000)
- 4.ª. Administración; Dr. Víctor Alcides Nagua Cojitambo (10 de agosto de 2000 - 15 de enero de 2005)
- 5.ª. Administración; Dr. Víctor Clotario Guanuche Nagua (15 de enero de 2005 - 31 de julio de 2009)
- 6.ª. Administración; Licdo. Richar Cartuche (31 de julio de 2009 - 14  de mayo de 2014)
- 7.ª. Administración; Dr. Herman Yupangui (14 de mayo de 2014 - 15 de mayo de 2019)
- 8.ª. Administración; Licdo. Richard Cartuche (15 de mayo de 2019 - hasta 14 de mayo de 2023)
- 9 a . Administración; Ing. Víctor Manuel Nagua Nagua (14 de mayo de 2023 hasta la actualidad)

## Actividades Principales
El Cantón Chilla y como los sectores,  se dedican netamente a la agricultura y ganadería. La ganadería mayor, con razas bovinas tanto de carne como de leche, queso. La ganadería menor, cuyes, aves de corral, porcinos, lanar. etc. 
Gracias al prestigio que Chilla, tiene tres zonas que son la zona alta, media y baja; en las que usted puede realizar actividades en los diferentes lugares o atractivos turísticos, tenemos: las caminatas, fotografías, campamentos, observación de flora y fauna endémica del lugar.
La Pasana
Una de las tradiciones más populares y que aún se conserva hoy en el cantón es La “Pasana”: un priostasgo de compartir fraterno con los 5 platos que se sirven en ella, como el caldo de gallina, arroz con cuy y papas, el repe de guineos, el Champús (dulce de mote con panela) y el rompope de huevos criollos, piñada (jugo de piña con canela y panela) adherido a las “varas” o castillo de víveres que ofrecen a los presentes con la intención de que el año próximo se consiga el doble de productos; y con la intención que el santo bendiga los productos y no falte para el año venidero, acompañado con el baile de todos los presentes en donde pueden disfrutar la chicha bebida típica, los juegos tradicionales entre ellos, el palo encebado, las ollas encantadas, carrera de ensacados, quema de juegos pirotécnicos(Información Turística 2010.Unidad de Turismo. Gobierno Autónomo Descentralizado del cantón Chilla).
La Minga
Una de las más grandes fortalezas que tienen los chillanos es la organización de las mingas, que por ser un cantón pequeño, pero que en sus inicios como parroquia Chilla, fue un lugar donde predominaba la unión, trabajo en comunidad y que tiene consciencia de organización. (Iñaguazo, William Información Turística
2010. Unidad de Turismo).
Hoy en día la población conserva esta valiosa tradición chillana que permite el trabajo mancomunado, organizado por representantes de instituciones gubernamentales, líderes barriales, líderes comunitarios, comités del santuario mariano y demás pobladores voluntarios. 
Vestimenta
Antiguamente solían usar las mujeres “combinación” que era una especie de bata, que iba desde los hombros hasta las rodillas y por fuera la pollera, tejido de lana de borrego; luego la falda
plisada, blusa con botones de encajes en los puños y el cuello largo, sombrero de paño, zapatos de caucho para ir a la Misa y los días domingos, en el resto de la semana andaban sin zapatos.Solamente los que tenían dinero usaban zapatos para el diario. Los hombres vestían con pantalones de tela negra o azul marino, camisa manga larga, el poncho de lana de oveja y sombrero de paño (Iñaguazo, William InformaciónTurística 2010. Unidad de Turismo).
Actualmente solo personas de la tercera edad utilizan este tipo de vestimenta y son pocas quienes lo hacen, debido a que paulatinamente la cultura ha ido evolucionando y adquiriendo transformaciones culturales en la localidad. 

### Música
La danza.
Una serie de movimientos corporales rítmicos que siguen un patrón, acompañados generalmente con música y que sirve como forma de comunicación o expresión.
Las danzas participativas incluyen danzas de trabajo, algunas formas de danzas religiosas y danzas recreativas como las danzas campesinas y los bailes populares y sociales. (Entrevista:Malla, Johnny -Chilla, julio de 2011.)
LA PRIMERA BANDA DE MÚSICOS
La primera Banda de músicos, en el cantón Chilla, se inicia aproximadamente en el año 1920, integrada por 11 miembros, entre ellos señores más distinguidos, don Fortunato Pindo, Alfredo Paltín, Miguel Toro, José Velepucha. Los primeros temas: "CASERITA, con vos me he de ir" y las tres Marías y otros temas musicales como: Sanjuanitos, pasacalles, pasillos.Entre los instrumentos estaban los de aire tales como:clarinetes, barítonos, requintos, entre otros.
Instrumentos de percusión, tambor y platillos.
Los instructores provenían de la ciudad de Loja y Cuenca. Entre los más distinguidos profesores, el Sr. Leonidas Borja y como compositor el Sr. Agustín Cornejo.
(Entrevista al Sr. Martín Pindo)

### Gastronomía
La gastronomía orense es una de la más apetecida en nuestro país, puesto a que la preparación es muestra de la tradición que forma parte de nuestra cultura, enseñanzas, destrezas de
nuestros antepasados y que aun conservamos hasta la actualidad.
Cuy Asado
El cuy es una especie endémica de
los andes, usado como fuente de proteína animal en forma intensiva por las
sociedades indígenas del Ecuador precolombino. Su consumo mantiene una
tradición milenaria a la que se han agregado el uso de ciertas especerías y condimentos. Es parte de la identidad, cultura
nacional y regional andina (Dirección de
Turismo. Inventario de Atractivos Turísticos del cantón Chilla.CD-ROM. Machala,
Ministerio de Turismo, 2007).
Dentro de la gastronomía
chillana, el cuy, animal doméstico, es apropiado para la preparación de platos
típicos de la localidad, acompañado de ensalada
cebolla, tomate, lechuga una porción de arroz, papas o mote.
Hoy en día describimos
este producto
que forma parte de la gastronomía, considerado como el mejor plato típico
local,  también es presentado en calidad
de ofrenda por los priostes en las ceremonias religiosas.
Caldo de gallina criolla
Es otro de los platos típicos apetecido por los turistas, lo preparan con gallinas criadas en sus propias viviendas, acompañas de papas cocidas, hierbita.
Se ha constituido como uno de los principales platos típicos, que se sirven durante la fiesta popular  “la pasana”. 
Repe  
Plato típico que podemos encontrar en la pasana, para la preparación cocinamos el guineo verde seda, una vez cocido el guineo, aparte preparamos carne de res, luego molemos el guineo agregando el caldo de carne, una vez terminado de batir los dos productos, agregamos refrito y finalmente servimos con una presa de carne. (Descripción: señora Florinda Malla). 
Tamales en Hojas de Huicundo
Productos
elaborados a base de maíz molido, para ello proceden a pelar el maíz con
ceniza, para luego moler. Una vez molido el producto, hacen una masa, agregan
carne pollo, res o cuerito de chancho,
arveja, zanahoria, agregan color, sal al gusto, envuelven en la hoja de
huicundo (planta endémica de la zona), finalmente colocan al fuego por 40
minutos aproximadamente.
 Dulce de sambo
Para la
preparación de este postre necesitamos cocinar el sambo (viejo), agregar
panela, canela y mover hasta que coja punto caramelo y finalmente servimos con galletas
o pan. (Descripción: Señora Florinda Malla).

### Fiesta Cívica de Cantonización
El 25 de julio de cada año, se celebra un aniversario más de
cantonización, en conmemoración al triunfo de los precursores de la vida
histórica cantonal, ante una ardua lucha con verdadero patriotismo, luego de
algunos años logran su objetivo y el 25 de julio de 1988, publicando en el
Registro Oficial n.º 896, de la ley en la
cual la parroquia Chilla queda
constituida como cantón de la Provincia
de El Oro.

### Festividades Religiosas
Uno de los atractivos más
importantes de este cantón es la Fiesta Religiosa de la Santísima Virgen de
Chilla, que se ha caracterizado por acoger
año tras año a más de 50 mil
peregrinos que cada 8 de septiembre vienen en romería desde diferentes lugares
del Ecuador hasta este santuario, en el
cual, la imagen de la Virgen es venerada como la patrona de la provincia de El
Oro. (Iñaguazo, William. Información turística 2010. Unidad de Turismo.
Gobierno Autónomo Descentralizado del cantón Chilla).
Estas fiestas patronales en honor
a la Virgen de Chilla inician desde los
últimos días de agosto, dando la
bienvenida a los peregrinos que visitan ya desde estas fechas, con el pregón de
fiestas. El día de celebración inicia con
el rezo del santo rosario de la aurora, en la madrugada, la
novena a la virgen por cada barriada del
cantón.

### Fiestas Populares
Carnaval
La celebración del carnaval conocida como una fiesta familiar,  popular cultural, en donde se lleva a efecto con la elección de la
Reina del Carnaval, presentaciones artísticas y baile popular en el día domingo de carnaval antes del
miércoles de ceniza,  desarrollándose en
los diferentes sectores del cantón, de manera rotativa. 
Este tipo de manifestaciones
culturales son organizadas con la finalidad de fomentar el turismo interno y por ende el desarrollo en beneficio de la localidad.
Año Viejo
El 31 de diciembre, para despedir el año, en el centro del cantón exhiben los monigotes para el concurso de año viejos organizado por la Comisión Social y Cultura del Gobierno Municipal del Cantón Chilla, en donde se premian los tres primeros puestos, reconociendo al mejor testamento, la creatividad, el tipo de personajes representados en monigotes, el mensaje que transmiten al público. Una vez terminado el concurso, se invita a toda la ciudadanía a participar del baile popular realizado en el parque central del cantón. El 1 de enero, es un día para pasarlo en familia y descanso obligatorio.
Fiesta de la Interculturalidad
A partir de junio de 2010, con la finalidad de incrementar el turismo interno y promocionar los diferentes atractivos turísticos del cantón, la administración actual del cantón emprendió esta celebración de Elección de la Reina de la Interculturalidad, una de las festividades en la cual participan candidatas de los 14 cantones, con sus características propias de su localidad a quien representan con su vestimenta, raza, música; entre ellas afro ecuatorianas, montubias, indígenas y más.

## Atractivos Turísticos

### Turismo
El Santuario Mariano, uno de los más grandes atractivos del cantón, considerado como templo sagrado, centro de veneración a la Virgen de la Natividad de Chilla Patrona de la Provincia de El Oro, por miles de orenses, ecuatorianos y extranjeros. este templo es resultado de un gran esfuerzo, trabajo mancomunado a base de mingas organizadas por el padre Juan Lecuona, con el apoyo de habitantes del pueblo chillano y demás voluntarios que acudían de las parroquias aledañas. (Miranda, 10).
En 1941, inician los trabajos para la construcción del primer templo de madera y adobe, ubicado en el área que corresponde actualmente al establecimiento municipal, en las calles Simón Bolívar y 26 de marzo, permaneció con sus instalaciones hasta el año 1969.
En 1969, con la dirección del padre Juan Lecuona, realizan los trabajos del actual santuario, en donde recibe miles de peregrinos cada año. Dentro del templo, en la parte superior encontramos la imagen de la Virgen María, quien aparece desde aproximadamente los años 1600- 700 después de Cristo, en un árbol sobre un huicundo, planta endémica del lugar.
Desde el año 1700, comienzan a venerar en familia la sagrada Imagen. Luego en 1804, la imagen de María es reconocida por la población y visitantes, datos históricos que conserva el Santuario Mariano, actualmente presidido por el Pbro. Nino Aguilar Heredia.

### Pueblo viejo o Nueva Fátima
Es el lugar de asentamiento de los primeros pobladores chillanos, la zona de Pueblo Viejo conocido actualmente como sector de Nueva Fátima, lleno de historia sobre el cual está asentado este montículo de tierra, o también llamado cerro en forma piramidal, contiene construcciones semejantes a terrazas, a su alrededor observamos abundante vegetación, es un lugar apropiado para realizar caminatas, fotografías, descanso.
La temporada recomendable para visitar este poblado es en época de verano de preferencia a inicios de julio, para ser partícipe de la fiesta popular como es la Fiesta de la Interculturalidad, en donde los turistas pueden recrearse con las manifestaciones culturales como música, grupos folklóricos, gastronomía local.
En el destino mencionado, hay una carencia de infraestructura turística, sin embargo por encontrarse situado a tan solo veinte minutos de la cabecera cantonal es necesario tomar un vehículo 4x4, para disfrutar del clima frío y llamativos paisajes, por tanto este destino que no puede dejar de ser visitado por el turista.

### Pirámide de Pueblo Viejo
Según datos registrados en el Inventario de Atractivos Turísticos del 2007, consideran este atractivo cultural, por su historia que encierra, lugar de los primeros asentamientos del pueblo, un montículo en forma de pirámide de base redonda, que al parecer es un cerro de piedra natural, pero que en su parte superior fue dispuesta de forma piramidal.
En la pirámide observamos terrazas desde la falda hasta llegar a la cima, en los bordes de la terrazas se aprecia las estructuras de piedra. Cuyo atractivo natural encontramos en proceso de deterioro porque ha sido afectada por la erosión del suelo, está rodeada de cerros dedicados a la agricultura y ganadería, la vegetación circundante son matorrales bajos y pajonales; en dirección a La Pirámide se encuentra un muro de piedra que conduce hacia ella y a sus costados se localiza una pequeña explanada. Ubicada en el sector Pueblo Viejo, antigua cabecera cantonal de Chilla.  Se cree que pertenece a la cultura Cañari - Puca, del periodo de Integración (800)
En el mes de junio del presente año, gracias a la colaboración de algunos arqueólogos, obtuvimos conocimientos de este sitio arqueológico, a una altitud de 2830 metros. Cerro piramidal, construido con muros de piedra en forma de terrazas, utilizado probablemente como un observatorio.
Las nuevas investigaciones de los señores arqueólogos indican que esta construcción en mampostería se origina de la cultura Maya Azteca, por el lenguaje similar que aplicaban y de ahí se originan los apellidos como Nahualtz, Nahoas, Naguas, que hoy en día existen en el lugar.
En junio de 2010, emprendimos un recorrido para la Investigación Arqueológica registro, reconocimiento y mapeo de los sitios arqueológicos de la Provincia de El Oro investigaciones realizadas conjuntamente al grupo arqueólogos Wilson Pull Mendoza, Bernadirno Olaya Olaya de origen peruano, MagnerTugner, Vicente Rivadeneira (museógrafo) ecuatorianos, exploramos estas ruinas arqueológicas del cantón Chilla, el 24 de junio de 2010, de cuya investigación obtuvieron los resultados que la pirámide de Pueblo Viejo, es un cerro natural de forma piramidal transformado para utilizarlo probablemente como observatorio, a una altitud de 2830 metros. Al cerro se le adosó paredes de piedra y se tallaron escaleras. En la parte superior se encuentran tres orificios de poca profundidad hacia la salida del sol. Está rodeada de cerros dedicados a la agricultura y ganadería, la vegetación circundante son matorrales bajos y pajonales.
Existen tres cerros de forma piramidal con construcciones prehispánicas, ubicadas en el lado noreste y este del sitio, por eso al sitio se le conoce como las Pirámides de Pueblo Viejo. La pirámide principal se encuentra al este del sitio, y está rodeada por dos quebradas que corren con dirección de oeste a este y de una serie de montañas que se ubican al norte, sureste de ella.
Los antiguos pobladores, iniciaron la construcción piramidal, construyendo una serie de terrazas, para ascender a este montículo natural desde el sector de las terrazas. En el lado sureste existe un camino en niveles distintos, empedrado en algunos tramos, su ascenso se realiza por gradas de piedra talladas en la roca natural.
Al cerro piramidal se accede a través de dos maneras, una por el ramal que se dirige al este y es recto que nos conduce a la parte superior de la pirámide y el otro ramal que se dirige al norte y que se comunica con cada una de las terrazas.
Las terrazas ubicadas alrededor del cerro están construidas con muros de piedra canteada con técnica de mampostería ordinaria, es decir son muros de contención que varían entre 1 a 1.20 metros. de alto. En la parte superior de la pirámide principal, existe una parte plana de piedras en cada lado mide 26 metros de largo y de ancho entre 3metros y 7metros máximo. Aquí también se encuentran cuatro orificios alineados de este a norte.Al lado noreste y este de la pirámide, se encuentran tres sillas de piedra, alineadas en distancias diferentes, una está al lado oeste que es la primera, la segunda al centro y la tercera al este, esas sillas son de piedra tallada, su asiento está con dirección a la salida del sol.
Referente al área de posibles terrenos agrícolas, la localizamos en el lado sureste de la pirámide principal, con aterrazamientos en diferentes niveles y están separadas por una quebrada que corre de oeste a este, que actualmente contiene agua. El área agrícola es de 4 a 6 has. aproximadamente.
Los caminos prehispánicos se han registrado en Pueblo Viejo, lugar en donde el camino se proyecta con dirección a Chilla,  por tramos es tierra con evidencia de haber sido empedrado y con muros en cada borde que corresponden a su amurallamiento, el sendero tiene aproximadamente 4 metros de ancho, los muros de 1 a 1.20 metros. de altura y de ancho 80cm. en su parte superior, localizándose un tramo de camino de 1,5 kilómetros de largo aproximadamente.
Pueblo Viejo: Sitio arqueológico
Ubicación: Sector Pueblo Viejo
UTM 658502E9616026N
Área aproximada 8 a 10 hectáreas
Tipo de sitio Administrativo, residencial, ceremonial
Filiación cultural: Pre Inca
Estado de conservación: Bueno a regular

Con las investigaciones realizadas a este atractivo podemos definir como un montículo en forma de pirámide de base redonda, que al parecer es un cerro de piedra natural, pero que en su parte superior fue dispuesta de forma piramidal. En la pirámide podemos observar terrazas desde la falda hasta llegar a la cima, en los bordes de la terrazas se aprecia las estructuras de piedra. Al momento presenta proceso de deterioro porque ha sido afectada por la erosión del suelo.
El lugar arqueológico está rodeada de cerros dedicados a la agricultura y ganadería, la vegetación circundante son matorrales bajos y pajonales; en dirección a La Pirámide se encuentra un muro de piedra que conduce hacia ella y a sus costados se localiza una pequeña explanada.
BALNEARIO DE PEJEYACU
Un sitio natural, preferido por los turistas para la temporada de carnavales, reuniones en fines de semana, debido a su clima cálido por encontrarse en la zona baja del cantón, en cuyo lugar también disfrutaremos de atractivos naturales flora, fauna, el río Pejeyacu que atraviesa por este mismo sector. Desde la cabecera cantonal nos trasladaremos por la carretera de segundo orden que dirige hasta Quera, de preferencia en un vehículo 4x4, que nos tomará aproximadamente dos horas de viaje.
A pesar de que no cuenta con una infraestructura básica para realizar turismo, posee características que lo constituyen como atractivo único y privilegiado del cantón, por la producción de sus frutos tropicales, el fácil acceso hacia el balneario y la calidez de sus pobladores locales.

### Cascada del río lecher
Cascada Lecher considerada como uno de los atractivos naturales, ubicada cerca de la vía que conduce desde Chilla hacia la parroquia Guanazán, a una altitud de 2500 m.s.n.m aproximadamente. El nombre del sitio se debe a sus aguas cristalinas, lugar apto para realizar descensos o escaladas. Su altura aproximada es de 100 metros.
Para llegar al lugar señalado, nos dirigimos en un vehículo por la carretera de segundo orden de Chilla a Guanazán,  hasta llegar a un determinado sitio donde observaremos la cascada desde la vía, posteriormente hacemos una parada y ascendimos por un sendero,  caminamos veinte minutos desde la carretera hasta la cascada. En el trayecto observaremos flora propia de la zona como la planta de salapa (fruto comestible, similar a la uvilla). Cuando arribamos al sitio notamos que está compuesta por dos capas rocosas por donde se desliza el agua fría.
Llegar a la parte superior de la cascada es dificultoso, pero con implementos necesarios logramos escalar y descender hasta la parte inferior plana, ya que su altura aproximada es de 100 metros. Sin embargo,  es importante señalar las siguientes actividades como la implementación de señalización turística hacia el lugar, adecuación de senderos, manteniendo la seguridad del turista al momento de ascender y concienciación en la población para el cuidado del medio ambiente al momento de realizar turismo.
Además de la riqueza natural que posee el lugar, consideramos un atractivo para quienes gustan del Turismo de Aventura,  porque es una zona ideal para realizar ecoturismo, toma fotografías, caminatas, deportes extremos y disfrutar de un baño en agua fría que cae desde la cima y desembocan en las Subcuencas hidrográficas que se encuentran en la zona baja.

### Jardines del río Pivir
Una piscina natural formada sobre el Río Pivir; ubicada a 5 minutos de la cabecera cantonal vía Guanazán. Contiene agua fría cristalina proveniente de los cerros. Este atractivo se encuentra dentro de un complejo de propiedad municipal, alrededor existen cabañas, áreas verdes, semejante a un amplio jardín natural, que contiene flores endémicas y plantadas.
Conocido también como Jardines del Río Pivir, denominado atractivo natural por sus características que presenta, propiedad de la entidad municipal. Un lugar de recreación, a una altitud de 2450 m.s.n.m, tiene una extensión aproximada de 4018,98 metros cuadrados, en la vía Chilla- Guanazán, sus aguas son cristalinas y frías provenientes de la vertiente de la Subcuenca del río Chillayacu.
Uno de los principales problemas del lugar es la falta de concienciación en la población, bajo conocimiento o poco interés de contribuir a la conservación dicho recurso, a esto se suma la carencia de infraestructura turística como el servicio de alojamiento, alimentación y transporte considerados como factores elementales cuando realizamos excursiones.

### Cerro ventanas
Sitio natural ubicado a 2808 m.s.n.m, desde la cabecera cantonal avanzamos cabalgando por la carretera lastrada de segundo orden hasta la entrada del sector Shiquil, en donde continuamos por el camino de herradura con dirección al cerro Ventanas, finalmente arribamos en el cerro para tomar un descanso, aprovechamos para tomar fotografías y disfrutar del paisaje, si avanzamos media hora más adelante llegaremos al cerro Yayurco .
Al observar la construcción del cerro, está compuesto por rocas gigantes que asemejan a unas ventanas entre las piedras de donde se origina su nombre.
En el transcurso del viaje podemos observar la flora y fauna endémica de la zona, encantadores paisajes, disfrutar de un clima frío y fuerte viento permanente durante toda la época del año, que caracteriza al lugar.
Antes de emprender el largo viaje, es necesario tomar contacto con los pobladores del cantón que brindan servicios de alquiler acémilas, por un costo de $12,00 por caballo durante el día, de la misma manera tomaremos las debidas precauciones de llevar ropa abrigada, gorros, gafas, protector solar, agua, melcochas, medicinas en caso de necesarias.
La situación actual de la zona natural, presenta características que motiva al turista a realizar una excursión,  considerando conveniente incluirlo en el diseño de la ruta turística para el cantón.

### Cerro Yayurco
Este atractivo natural, está ubicado a 2800 metros. Para llegar a este lugar, al igual que describimos anteriormente recorremos el mismo camino hasta Ventanas, luego arribamos en el cerro para tomar un descanso, media hora más adelante se encuentra Yayurco.
Esta zona es apropiada para quienes gustan del Ecoturismo o Turismo de Aventura, en donde podrán disfrutar de la naturaleza que ofrece el sitio. Al observar el lugar usted se quedará fascinado, pues está lleno de encantos, como diversidad de flora, fauna.
Así también observaremos cerca del sitio a tan solo 30 minutos, un espacio de petroglifos tallados en dos rocas gigantes, según investigaciones realizadas al Sargento Vicente Rivadeneira y el arqueólogo MagnerTunner, señalan que estas figuras son expresiones de nuestros antiguos pobladores, mediante las cuales manifestaban sus situaciones, estados de ánimos, adoraciones, agradecimientos al Dios Sol, al dios Luna, entre otras creencias que conservaban en aquel entonces.

### Cerro de portete
Este cerro puede formar parte del recorrido dentro de una ruta turístico debido a las características físicas que lo constituyen y por ende las que lo rodean, según las visitas realizadas podemos señalar como un lugar propicio para realizar actividades como fotografía, caminatas, ascensos, agradable para quienes gustan del ecoturismo. También es importante señalar que al momento de ascender a la cima del cerro, si tenemos un día despejado, podemos observar a lo lejos los cantones de Machala, Pasaje.

## Cuentos y leyendas de Chilla

### Leyenda de la aparición de la  Virgen de Chilla
Cuenta la leyenda que un cierto inocente y recatado indígena de “Pueblo Viejo” (Primer asentamiento de la población), bajó a pastorear su ganado en la aldea de la actual Chilla (voz quechua Chaylla que significa “allá esta” refiriéndose a la Virgen) que era una ciénego, un terreno pantanoso. Y tuvo una visión sobrenatural, sobre un guicundo o rama, la imagen de la Virgen María apareció, vestida de humildad y sencillez; se conmovió y le llamó mucho la atención. De esta experiencia la llevó a su casa y al pueblo. La Virgen regresó al sitio donde se le apareció y él pudo comprender que ella quería estar allí. Construyeron un templo raso y se fue formando lo que ahora es Chilla.

### Leyenda de la laguna de chilla o laguna encantada
Según la leyenda cuenta, que hace muchos años atrás, personas que transportaban oro y plata en acémilas con destino a Loja, con la finalidad de sacar escrituras de una gran extensión de territorio chillano, solían recorrer por estos antiguos caminos de herradura.
Cierto día, cuando pasaban por orillas de la laguna Chillacocha, la mula en la que llevaban la carga, cayó en forma misteriosa. Los viajeros desesperados por lo ocurrido, comunicaron y pidieron auxilio a otras pobladores de la zona para a realizar una minga y excavar en forma de canal con intención de secar la laguna, y extraer sus pertenencias. Pero… de pronto... un grito súbito los llenó de pavor: “aléjense de aquí…” y seguidamente cayó una enorme piedra sobre la laguna, lo que impidió continuar con el trabajo que iniciaron.
Los pobladores pronto pudieron notar que la voz provenía de una mujer de pelo blanco, vestida con un follón rojo y de edad avanzada la que había dado la orden que se retiren. Otros testimonios cuentan historias similares sobre este personaje que cuida la laguna y que suele aparecer de vez en cuando.